# Игор Коруга
Игор Коруга (Београд, 15. децембар 1985) српски је кореограф, плесач, драматург и педагог. Добитник је многих награда и признања из области плесног стваралаштва код нас и у свету  а издваја се Награда “Димитрије Парлић” Удружења балетских уметника Србије (УБУС),најпрестижније признање у области кореографског стваралаштва у Србији 2024. године за представу “Жеља да се направи чврста историја завршиће се неуспехом” у продукцији Станице сервиса за савремени плес, која је окупила пионире локалне независне плесне сцене - Нелу Антоновић, Анђелију Тодоровић, Јелену Јовић, Татјану Пајовић, Бориса Чакширана и Сању Крсмановић Тасић.

## Биографија
Формално образовање:
2022  Програм за уметничко истраживање Das Third - Das Graduate School, Академија за позориште и плес, Универзитет уметности, Амстердам.
2013  МА диплома, Solo/Dance/Autorship (СОДА), Универзитет уметности (UdK) и HZT Берлин.
2010  МА диплома, Одељење за етнологију и антропологију, Филозофски факултет у Београду.
Неформално образовање:
2010-2012  Радионица Communitas on trial, водитељи: Ана Вујановић и Саша Асентић, Tanz im August фестивал, Берлин; Радионица Collision week УдК Берлин, Водитељ: Тино Сегал;
2009-2010  Nomad Dance Academy плесни едукативни програм, Балкан. Предавачи: Дејан Срхој (СЛО) Далија Аћин Teлaндeр (СРБ), Драгана Алфиревић (СРБ/СЛО), Горан Богдановски (СЛО), Грегор Луштек (СЛО), Јасмина Пролић (БиХ/ФР), Александра Јанева-Имфелд (ХР/БЕЛ), Силвиа Марчиг (ХР), Ирма Омерзо (ХР), Искра Шукарова (МК), Вили Прагер (БУЛ), Ива Свештарова (БУЛ), Ерол Александер (БУЛ/ГЕР), Марта Лађански (ХУН), Деан Дамјановски (МК), Бојан Манчев (БУЛ/ГЕР), Ана Вујановић (Срб), Маја Ђуриновић (ХР), Бојана Кунст (СЛО), Рок Вевар (СЛО), Јанез Јанша (СЛО), Борут Шепарович (ХР), Ивица Буљан (ХР), Мартин Зондеркамп (ГЕР), Изабел Шад (ГЕР), Хаувард Кац (САД/ГЕР); 
ДенсWЕБ плесни програм Беч, Аустрија.  Предавачи: Естер Саламон (ХУН/ГЕР), Кристин де Смет (БЕЛ), Филип Гемахер (ОСТ), Расмус Олме (СЕ), Криса Паркинсон (УСА), Мартин Килвади (СЛК), Дамиен Жалет (БЕЛ) Џенифер Лејси (УСА/ФР).
2006-2009  Класови савременог плеса у оквиру едукативних пројеката организације Станица - Сервис за савремени плес, Београд. Предавачи: Фабрис Ламбер (ФР), Франс Поелстра (БЕЛ), Матеј Кејжар (СЛО), Грегор Луштек (СЛО), Каја Колоџиејџик (ПОЛ/БЕЛ), Франческо Скавета (ИТА/НОР), Мала Клине (СЛО), Фредерик Гис (ГЕР), Мартин Зондеркамп (ГЕР), Теја Реба (СЛО),  Душан Мурић (СРБ), Далија Аћин (СРБ) Исидора Станишић (СРБ), Бојана Денић (СРБ);  
Драматуршка радионица у оквиру едукативних пројеката организације Теорија која Хода (ТкХ). Предавачи: Бојана Цвејић (СРБ/БЕЛ), Ана Вујановић (СРБ), Рок Вевар (СЛО); 
Радионица у области алтернативног позоришта, програм 41. Битеф фестивала, водитељ: Рена Мирецка; Радионице у области алтернативног позоришта у оквиру програма Алтернативна Академија, Мостар, водитељи: Кристине Мураотиду (ГРЕ), Јулиан Боал (БРА/ФР), Сеад Ђулић (БиХ), Зyгмунт Молик (ПЛ) и Нандан Чирко (ИТА/РС).
1998-2004 Члан клуба драмских комуникација „Позориште одрастања“ (водитељи: Игор Добричић, Ивана Деспотовић, Сунчица Милосављевић и Ана Томовић), при Центру за културу „Стари Град.

## Дела
Ауторски рад:
2023  „Жеља да се направи чврста историја завршиће се неуспехом“, Станица Сервис за савремени плес уз подршку пројекта ДОПОДО - Dance On, Pass On, Dream On у оквиру програма Креативна Европа, Министарство културе Републике Србије, Културни центар Магацин, Битеф Театар;
2023 „Крајолик жеље“, Горгоне организација, Културни центар Београда, уз подршку Министарства културе Репуплике Србије и Градског секретаријата за културу Београд; Ко-аутор: Димитрије Коканов;
2022  „Зашто не(?)“, Кабинет Ријека, Станица Сервис за савремени плес, Хрватски култрни центар на Сушаку, Ријека; уз финансијску подршку: Министарства за културу и медије Републике Хрватске; Град Ријека; Министарство културе Републике Србије. Ко-аутор са: Ивана Калц; „Близина додира“, Станица Сервис за савремени плес, Културни центар Београд и Гете Институт;
2021  „Како објаснити слике мушкарцу“, Горгоне организација, Станица Сервис за савремени плес; Музеј савремене уметности Београд – Легат Милице Зорић и Родољуба Чолаковића. Уз подршку: Министарство за културу Републике Србије, Фонд НемачкогМинистарства спољних послова. Коаутор: Димитрије Коканов;  „Један, два, три, дођи друже, са мном плеши“, видео рад у оквиру уметничког истраживачког пројекта Плес до нове зоре, Creative Crossroads – Life Long Burning European network; "Crystal Ball", Tarnby фестивал Копенхаген, Данска. Уз сарадњи са: Паоло Валенсиа де Гил
2020  „Lounly planet“, Атеље 212 Београд. Коаутори: Маја Пелевић, Олга Димитријевић, Димитрије Коканов, Тања Шљивар
2017  „Нема наде“ (Hopelessness)", Станица Сервис за савремени плес и Битеф театар уз подршку Министарства културе и информисања Републике Србије; Ко-ауторка: Маја Пелевић.
2016  „Само моје“ (Only Mine Alone)", Станица Сервис за савремени плес и Битеф театар уз подршку Министарства културе и информисања Републике Србије и мреже Departures and Arrivals (ДНА) кроз пројекат Креативна Европа; Ко-ауторка: Ана Дубљевић
2015  „Impasse“, XИX Фестивал кореографских минијатура, сарадник и извођач: Милица Писић;
2014  „На траци“, Битеф Позориште Београд, Уфер студио Берлин, ПАРТС & WСБ Брисел, Минисарство културе и информисања Републике Србије, Tanz стипендиум Градоначелник Берлина, ТАСК ТАЛА центар Загреб, Станица Београд;  „Expose“, Битеф театар, Станица - Сервис за савремени плес, ПОСПИД (Подршка особама са примарном имунодефицијенцијом), Џефри Модел Фондација (УСА).
2013  „Practice What You Pitch!“  Уфер студио Берлин & ЛЛБ европска плесна мрежа, АУСФЕРН/Tanz im August Берлин, ПАРТС & WСБ Брисел. Уметнички сарадник: Ана Дубљевић.
2012  „Come quickly, my happiness is at stake!“, Универзитет Уметности (УдК/ХЗТ) у кооперацији са Уфер студио Берлин; „Already made theatre“, Стамсунд Интернационални Позориштни Фестивал. Ко-ауторке: Нина Куртела (ХР) и Соња Преград (ХР).
2012-2013  „Temporaries“, Копродукција: Станица сервис за савремени плес, Tanzфабрик Берлин, АПАП европска плесна мрежа, Секретаријат за Културу Града Београда, НКСС. Ко-аутори: Ана Дубљевић, Душан Броћић, Јована Ракић Киселчић, Љиљана Тасић и Марко Милић.
2011  „The Scale“, ко-продукција: The Swedish Arts Grant Committee, Европска културна фондација Велд, Штокхолм. Ко-ауторка: Џозефин Ларсон Олин (СЕ);   „Tell us the future of NDA and win 1000 euros“, продукција: Nomad Dance Academy, ImpulsTanz фестивал, Беч;  Ко-аутори и извођачи: Далија Аћин Теландер, Јохан Теландер, Драгана Алфиревић, Дејан Срхој, Александар Георгиев, Ана Шнабл, Игор Добричић, Ангела Вадори, Ема Ким-Хадгхал, Рок Вевар, Искра Шукарова, Сања Троп и  Мануел Пелмус;  „Уметник као поклон“, Ко-продукција: ДенсЛаб истраживачки програм, Плесни Театар Љубљана, Јардин д’Еуропе 2010/2011, Министарство културе Републике Србије, Европска културна фондација – STEP beyond, Станица, ЈСКД – Јавни Склад за културне делатности (СЛО), Nomad Dance Academy, Културни центар РЕX Београд.  Ко-ауторка: Ана Шнабл (СЛО);
2010  „Чувати на собној температури“, плесна мрежа Јардине д'Еуропе у оквиру културног европоског програма (2007-2013), Workshop Фондација и позориште »Трафо« (Будимпешта), Nomad Dance Academy, Станица – сервис за савремени плес (Београд), Локомотива – центар за нове иницијативе у култури и уметности (Скопље). Ко-аутор: Александар Георгиев;
2009  „This Figuration…“, продукција: Nomad Dance Academy, Стара електрарна, Љубљана, Словенија;
Педагошки рад:
2019-2020  „You perform“, образовни програм за млађу генерацију уметника, Југословенско драмско позориште у партнерству са Талија позориштем у Хамбургу. Ко-едукаторка: Јована Томић;
2018  „Плесом и покретом до креативног израза“ – семинар намењен наставницима основних и средњих школа, као и специјализованих уметничких школа зарад интегрисања плеса у наставни процес икреативни развој ученика. Аутор и реализатор. Програм је акредитован од стране Завода за унапређење образовања и васпитања у Србији;
2016-2018  Подстицање аутентичног креативног израза у савременој игри - семинар за подизање педагошких компетенција балетских средњошколских наставника у Србији, подстицање креативних  и експерименталних наступа у плесном изражавању међу ученицима; Аутор и реализатор; Програм је акредитован од стране Завода за унапређење образовања и васпитања у Србији;
2017 „Dictionary of movement or how to put a story on a dance stage?“  едукативни програм размене између Станице Сервиса за савремени плес и Академије за плес СНДО, Амстердам;
2015 - 2017 Доцент на Институту за уметничку игру у Београду, основне и мастер академске студије, предмети: Основи Кореографије; Кореографија 1; Кореографија 2;
2016, 2017, 2019, 2021 Puzzle ко-аутор и предавач на едукативном програму за развој млађе генерације играча и кореографа на локалној независној плесној сцени Србије, Станица Сервис за савремени плес;
2015  Предавач на програму за друштвене и хуманистичке науке, научно-истраживачка станица Петница, Ваљево;
2007-2008  Предавач на програму за антропологију и етнологију, научно-истраживачка станица Петница, Ваљево;
2004-2005 Вршњачки едукатор Форум Театра, Центар за едукацију у драми и уметности (ЦЕДЕУМ) и Битеф Полифонија, пратећи програм Битеф Фестивала;
2003-2004 Вршњачки едукатор на пројекту Право да знам - програм УНИЦЕФ-а о најважнијим темама адолесценције и људским правима у сарадњи са научно-образовним програмом РТС-а и организацијама ЦЕДЕУМ/ЦРПХО/ЈАЗАС/СПY/Пријатељи деце Србије/Ромски еду Центар.
Сценски покрет:
- „Наш разред“ (2023), Народно позориште Београд; режија: Татјана Мандић Ригонат;
- „Револт“ (2022), Атеље 212 Београд, режија: Јована Томић;
- „Деца – опера у 17 песама“ (2022), Народно позориште Београд; режија: Ирена Поповић Драговић;
- „Свет без жена“ (2022), Центар за културну деконтаминацију Београд и Битеф Фестивал, режија: Маја Пелевић и Олга Димитријевић;
- „Драма о крају света“ (2022), Атеље 212, режија: Олга Димитријевић;
- „Милева“ (2022), Народно позориште Сомбор и Стеријино позорје, режија: Аница Томић;
- „Деца сунца“ (2022), Црногорско народно позориште, режија: Јована Томић;
- „Нора“ (2021), Народно позориште Београд; режија: Татјана Мандић Ригонат;
- „Middlesex“ (2021),  Српско Народно позориште Нови Сад, режија: Јована Томић;
- „Блудни дани куратог Џонија“ (2021), Ujvideki Sinhaz Нови Сад, режија: Јована Томић;
- „Венера у крзну“ (2021), Театар Вук Београд, режија: Татјана Мандић Ригонат;
- „Боли коло“ (2021), Народно позориште Ужице, режија: Јована Томић;
- „Радио Шабац“ (2020), Народно позориште Шабац, режија: Олга Димитријевић;
- „Дабогда те мајка родила“ (2020), Атеље 212 Београд, режија: Татјана Мандић Ригонат;
- „Бели бубрези“ (2019), Атеље 212 Београд, режија: Исидора Гонцић;
- „Лепа Брена пројект“ (2019), Битеф театар, режија: Олга Димитријевић и Владимир Алексић;
- „Боливуд“ (2018), Народно позориште Београд, режија: Маја Пелевић;
- „Ефемерне конфесије иду на Марс“ (2018), режија: уметнички колектив Ефемерне конфесије, Имаго
- „Улица усамљених аутомобила“ (2017), Народно позориште Ниш, режија: Ђурђа Тешић;
- „Мизантроп“ (2017), Народно позориште Суботица; режија: Ђурђа Тешић;
- „Слобода је најскупља капиталистичка реч“ (2016), Битеф Фестивал и Битеф театар, режија: Маја Пелевић, Олга Димитријевић;

Кореографски рад на видеу и филму:
- „Пукотина у леду", режија: Маја Милош
- „Dance like nobody’s watching“, Марија Жежељ, ИНДИГО продукција, Universal Music, режија: Марсела Занки;
- „Космос“, Организам бенд, LongPlay, режија: СташаТомић;

Плесно стваралаштво:
- „Простор за револуцију“ (2018), Битеф денс компанија и Битеф театар; драматуршка подршка, кореограф: Исидора Станишић;
- „Seuquel for the future: Dance in 2043/2044“ (2014), аутори: Соња Преград, Вили Прагер, Уферстудиос/Берлин; драматуршка подршка;
- „Together Forever“ (2014), аутор: Џереми Вејд, Хабел ам Уфер Дреи (ХАУ3)/Берлин;
- „Near That Place“ (2013), аутор: Даниел Алмгрен Ресен, МДТ / Штокхолм;
- „Interiors“, (2012 )ауторка: Нина Куртела, X-Кореографен, фестивал Танц им Аугуст /Берлин;

Рад у области културе и образовања:
2021 "Плес до нове зоре" – уметнички истраживачки пројекат о партизанској уметности, у сарадњи уметника: Бојан Ђорђев, Синиша Илић, Игор Коруга, Мирјана Драгосављевић и Маријана Цветковић, Creative Crossroads – Life Long Burning European network.
2019  Кореографија смрти у партизанском филму, уметнички истраживачки пројекат са дрматуршкињом Јасном Жмак; Уз подршку: Културанова фондације Хрватска, Истарска жупанија Хрватска, Министарствоо културе и медија Република Хрватска, Центар задрамски одгој Хрватска, Академија драмских уметности Загреб, Културни центар Погон Загреб, Станица Сервис за савремени плес.
2017-19 Центар за интерактивну педагогију, Београд; Асистент на пројекту  “Вртићи без граница 3-унапређивање система друштвене бриге о деци предшколског васпитања и образовања на локалном нивоу”. Реализован кроз партнерску сарадњу са УНИЦЕФ-ом и Министарством просвете, науке и технолошког развоја;
2017  Члан тима организације међународног скупа Nomad Dance Advocates – који окупља уметнике и актере поља савременог плеса из Европе и Америке И представнике министарстава културе и градских управа широм Балкана; Модератор сесије Temporary parliament for dance,Cultural development strategy and contemporary dance in Serbia, перформативна дискусија;
Од 2015 Архивирање савремених уметничких пракси на независној културно уметничкој сцени Србије – у оквиру регионалне мреже Nomad Dance Academy (НДА); Члан тима;  „Генератор“ - сарадничка платформа за развој плесног театра и извођачких уметности за млађу публику у региону. Партнери у пројекту су Станица сервис за савремени плес Београд, Тала плесни центар, Загреб, Номад Данце Ацадемy Македонија са својим локалним уметничким мрежама и организацијама у образовању и јавном и цивилном сектору; Сарадник на пројекту;
2013-2014  „Tell them about the dream“ – уметнички истраживачки пројекат о улози јавног говора кроз оквир и контекст извођачких уметности у сарадњи са Битеф театра, Уферстудиос/Берлин, ПАРТС и Workspace Брисел
2012-2013  „Temporaries“,  уметничко-истраживачи пројекат о преиспитивањ услова рада и живота независне плесне сцене у Србији, у партнерству Станице Сервиса за савремени плес, апап европске мреже – Танц Фабрик Берлин. У сарадњи са уметницима: Ана Дубљевић, Душан Броћић, Јована Ракић Киселчић, Љиљана Тасић и  Марко Милић;
Извођачки радови 1998-2023 (селекција): Играч у представама:
- „Women with stones,“ Каролина Kројцберг, Камершпил Минхен;
- „Близина додира“, Културни центар Београда;  * „Зашто не(?)“, Атеље 212, Културни центар Шушак, Ријека;   * „Dance Library“, Нето Мачадо & Јорге Аленцар;  * „Само моје / Only mine alonе“, Битеф театар Београд;
- „На траци“, Битеф театар Београд;
- „Together forever“, аутор: Џеремy Вејд (УСА/ГЕР), ХАУ театар, * „Fytographia, DOCK 11“, Берлин, Немачка, кореограф: Катхарина Мевес;                                           * „Expose“, Битеф театар, Београд; * „Interiors“ аутор: Нина Куртела, Танц им Аугуст, Берлин;  * „Come Quickly, My Happiness is at stake!", Уферстудиос, Берлин; * „Wastelands", ада Студио/Берлин; кореограф: Катарина Мевес; * „Happy to be here“ Dansens hus/Weld Штокхолм, кореограф: Ана Кох; * „Breathe out...Stary Browar“, Познан, кореограф: Каја Колоџиејзyк; * „Међупростор“, Установа културе »Вук Караџић«, кореограф: Бојана Денић;
- „TRESHOL (in process D)“, Nomad Dance Academy 09, кореограф: Александар Георгиев;
- „Appleman“, видео пројекат, Nomad Dance Academy 09, Љубљана, Словенија; кореограф: Рута Нордмане;
- „Трансформерс“ , Импулс Танц фестивал, Беч, Аустрија; аутори: Естер Саламон и Кристин де Смет;
- „This Figuration..“, Nomad Dance Academy 09, Љубљана, Словенија; * „Зрна“, Установа културе »Вук Караџић«, кореограф: Исидора Станишић; * „Барбело-о псима и деци“, Југословенско драмско позориште, режија: Дејан Мијач, покрет: Исидора Станишић;                                                                                                                                                         * „Ромео и Јулија“, Слепстик представа, Дом Омладине Београд, редитељ: Ана Томовић;
- „Пролегомена“, „Снага светлости“ и „Уговор“, сцене позоришта »Дадов«, »БИТЕФ«, »Бошко Буха«, »Народно позориште« (V спрат), редитељи: Сунчица Милосављевић и Ивана Деспотовић.
- Играч у изложби "Babylon the Great" аутор Ивана Ивковић, Laugher||Eugster Gallery, Београд.

## Награде
- Награда “Димитрије Парлић” Удружења балетских уметника Србије (УБУС) за представу “Жеља да се направи чврста историја завршиће се неуспехом” 2024
- Специјална награда за кореографију Баш Театар фестивал, Крагујевац 2022
- Уметник под подршком европске мреже апап – FEMINIST FUTURES у оквиру програма Креативна Европа 2021-2023
- Akademie Schloss Solitude стипендије: Кооперација са Западним Балканом 2019 и плесна стипендија 2020 (2019-20)
- Награда за најоргиналнијије истраживање једног од сегмената позоришног језика за представу „Само моје“, 43.Интернационални фестивал алтернативног театра, Нови Сад 2016;
- Прва награда и награда критике, 19.Фестивал кореографских минијатура за представу „Impasse“;  Посебно признање - Grundtwig награда, European Assosiation in Education for Adults, за изузетан допринос у образовању младих о ретким болестима, за представу „Expose“ 2015;
- НОРБС - годишња награда Националне организације за ретке болести (НОРБС) за изузетан допринос у унапређивању положаја особа са ретким болестима, кроз представу „Expose“ 2015;
- Плесна стипендија (Танз стипендиум) канцеларије градоначелника Берлина, одсек за културу 2013;
- Плесна стипендија за едукативни програм DanceWeb, фестивал ImpulsTanz Беч 2009;
- Плесна стипендија за регионални едукатвивни програм Nomad Dance Academy 2009

## Специјалне дужности
2019  Члан културне делегације Србије на Рурском тријеналу, Немачка, Гете институт Београд; Модератор разговора након представа Конденз фестивала за савремени плес и перформанс;
2017   Члан жирија главног програма 51.БИТЕФ фестивала; Ко-уредник програма и модератор разговора након представа 10. Конденз фестивала за савремени плес и перформанс, Београд; Члан тима за осмишљавање међународног скупа Nomad Dance Advocates у Београду и модератор перформативне дискусије Temporary parliament for dance, Cultural development strategy and contemporary dance in Serbia;
2016   Председник програмског одбора 17. Битеф Полифоније, пратећи програм 50. Битеф Фестивала;  Ко-уредник програма 9. Конденз фестивала за савремени плес и перформанс, Београд; Члан Управног одбора и програмског тима Станице Сервиса за савремени плес Београд;
2015-2020 Члан управног одбора регионалне мреже за савремени плес на Балкану, Nomad Dance Academy;
2015   Члан комисије за доделу грантова за уметничке копродукције у оквиру европског културног програма за савремени плес Life Long Burning (ЛЛБ) и Nomad Dance Academy (НДА) регионалне мреже и платформе за савремени плес на Балкану; Члан радне групе за израду приручника за васпитаче и децу предшколског узраста: "Како упознати децу са позориштем и Вежбанка за покрет и плес", ГЕНЕРАТОР - регионални пројекат о развоју извођачких уметности за децу на Балкану / Станица Сервис за савремени плес; Модератор на фестивалу "Речотрррч" у Београду, у сарадњи Станице Сервиса за савремени плес и Akademie Schloss Solitude, Штутгарт;  Модератор округлог стола на фестивалу "Ван оквира", Београд;
2014 Члан жирија SQUART (Spontaneous Queer Art) Берлин – ТанцТаг фестивал, Берлин са: Мег Стуарт, Џеремy Вејд, Сена Мек Грандлес, Тове Салин;
2011 Истраживач у антрополошкој студији и асистент, 13. Битеф Полифонија пратећи програм 44.БИТЕФ

## Фестивали
- 2023  „Жеља да се направи чврста историја завршиће се неуспехом“, Битеф Фестивал; Конденз фестивал, КоФестивал Љубљана;
- 2022 „Близина додира“, ImpulsTanz фестивал Беч, Баш Театар фестивал Крагујевац; Покретница фестивал Нови Сад, Third Research програм церемонија завршетка, Das Graduate school, Амстердам, МОТ фестивал Скопље, Feminist futures Maison de la culture Amien 2024; Somerfestival 2024);
- 2021 „ Један, два, три, дођи друже са мном плеши“, Конденз фестивал 2021, ImpulsTanz фестивал Беч 2022; КОДА - истраживачка конференција Гент 2022;
- 2021 „Crystall Ball“, Тarnby Performing Arts Festival, Копенхаген.
- 2020 „Lounli plаnet“, Стеријино позорије Нови Сад
- 2017 и 2021 „Нема наде“, The Prague Quadrennial of Performance Design and Space;
- 2016 „Само моје“ (Only Mine Alone)", 50. БИТЕФ Фестивал, Београд; 20. Нишвил џез фестивал, Ниш; 9. КоФестивал, Љубљана, Словенија; 43. ИНФАНТ Интернатионални фестивал алтернативног театра, Нови Сад и 9.Конденз фестивал савременог плеса и перформанса, Беорад;
- 2015 „На траци“, 16. Платформа младих кореографа, Загреб; 8. Антистатик фестивал/НДА Advocacy Event, Софија, Бугарска; седмодневни фестивал савременог плеса, Вараждин, Хрватска; Frisch eingetroffen, Маинхајм, Немачка; 20. Перформа фестивал, Марибор; 8.Конденз фестивал, Београд; 8. Локомоушн фестивал, Скопље, Македонија;
- 2013 „Practice what you pitch!“ AUSFERN/Tanz im August, Берлин; Култура, концепти и управљање променама, конференција Деска Креативне Европе - Србија и Министарства културе и информисања Србије;
- 2013 „Expose“, 8. КоФестивал, Љубљана, Словенија, Gruntwig Аward ceremony, ЕАЕА, Порто; Колективна уметничка изложба "Тело као режим", Подроом галерија – Културни центар Београд; Културни центар Зрењанин; „Kosztolányi Dezső позориште, Суботица; XIII Biennal meeting of IPOPI, Праг; 43. Еx-театар фестивал, Панчево; Ван оквира фестивал, Београд;   
- 2013 "Come quickly, my happiness is at stake!" Kultur-Mitte Europa congress, Селб, Немачка;
- 2012-2013"Temporaries" БУДАВИСТА#3, Кортријк; Лимит Фестивал, Београд; DANCE LOVES STOCKHOLM, Weld, Штокхолм; Танцфабрик, Берлин; 5. Локомоушн фестивал, Скопље; 5.Конденз фестивал, Београд; Културни центар Зрењанин; Културни центар Црна кућа, Нови Сад;
- 2012 "Already made theatre" Stamsund интернатионални позоришни Фестивал, Лофутен, Норвешка;
- 2010"Store at room temperature", Балкан денс платформа VI, Љубљана; 3.Локомоушн плесни фестивал, Скопље
- 2009 "I wanted to tell you something", 3. Конденз фестивал савременог плеас и перформанса, Београд;                                                                                                                                                          

## Уметничке резиденције
2023 Tenerife LAV, Santa Cruz de Tenerife; TanzFabrik Berlin APAP network;
2022 Crossroads Artists laboratory, ImpulsTanz Беч;
2020 Akademie Schloss Solitude, dance scholarship;  Art Council Stockholm, Штокхолм;
2019 Akademie Schloss Solitude – Western Balkans cooperation fellowship
2017 Плесни центар ТАЛА / Платфомра младих кореографа фестивал, Загреб; Adriatic dance house, Хвар, Хрватска;
2016 ICI — CCN Montpellier / Le Centre chorégraphique national de Montpellier, Француска;
2015 Departures and Arrivals (DNA) ЕУ мрежа / Станица Сервис за савремени плес / Београд - добитник гранта и резиденције; Weld cultural centre, Штокхолм; The Swedish Arts Grant Committee (The International Dance Programme) / The Swedish Arts Council, Штокхолм;                                                                                                     Плесни центар ТАЛА / Платфомра младих кореографа фестивал, Загреб и Life Long Burning;
2014 La Briqueterie, CDC du Val-de-Marne Paris, CDC Paris Reseau, Mille Platou Associes Париз;
2013  Workspace Brussels/PARTS/ROSAS, Summer Coaching program, Брисел, Белгија; Tanzfabrik& APAP мрежа (EU mreža), Берлин; Studentski kulturni centar Zagreb; Weld cultural platform / WELD dance company, Штокхолм;
2012  International theatre festival, Лофутен, Стамсунд/Норвешка; Tanzfabrik& APAP мрежа (EU mreža), Берлин
2011  ImpulsTanz Фестивал, Беч;  Swiss-Balkan Collaboration Platform, Охрид, Македонија; Weld cultural platform, Штокхолм;
2010 Trafo Theatre, Workshop Foundation - Jardine d’Europe EU programe, Будимпешта; Dance Theatre Љубљана, Dance Lab & Public Space for Cultural Activities (JSKD), Љубљана;
2009 Kultur Kontakt, Fellowship recepient, Беч;
2009-2011 Fast Forward artistic laboratory, Станица Сервис за савремени плес (СРБ), Локомотива (MK) и Интеркулт, Шведска; Водитељи: Ана Кош, Шведска, Катарина Нич, Шведска, Ivana Ivković, Хрватска, Maтеуш Херцка, Шведска и Ингрид Когне, Француска/Шведска.
2008 Resonance - international artistic laboratory, у организацији ProHelvetia, Stary Browar Taniec (Poland) и Станице Сервиса за савремени плес Београд.